# Brianhuntleya
A Brianhuntleya a szegfűvirágúak (Caryophyllales) rendjébe, ezen belül a kristályvirágfélék (Aizoaceae) családjába tartozó nemzetség.

## Előfordulásuk
A Brianhuntleya-fajok természetes előfordulási területe a Dél-afrikai Köztársaságban található meg.

## Rendszerezés
A nemzetségbe az alábbi 3 faj tartozik:
- Brianhuntleya intrusa (Kensit) Chess., S.A.Hammer & I.Oliv.
- Brianhuntleya purpureostyla (L.Bolus) H.E.K.Hartmann
- Brianhuntleya quarcicola (H.E.K.Hartmann) H.E.K.Hartmann